# 20a etapa del Tour de França de 2011
La 20a etapa del Tour de França de 2011 es disputà el dissabte 23 de juliol de 2011 sobre un recorregut de 42,5 km entre Grenoble i Grenoble sota el format de contrarellotge individual. L'alemany Tony Martin (Team HTC-High Road) guanyà l'etapa per davant de l'australià Cadel Evans i l'espanyol Alberto Contador. Cadel Evans (BMC Racing Team) es va fer amb el mallot groc amb 1' 34" sobre el fins aleshores líder Andy Schleck i 2' 30" sobre el seu germà Fränk.

## Perfil de l'etapa
Etapa trencacames, amb sortida i final a Grenoble i una part central de la mateixa força complicada, amb algunes pujades no puntuables força dures. Els darrers 5 quilòmetres són totalment plans.

## Desenvolupament de l'etapa
Abans que els favorits per a la classificació general fessin el seu temps, Tony Martin realitzà un temps que cap altre ciclista pogué superar. Entre els favorits la lluita estava per determinar les places del podi, amb un Andy Schleck que ràpidament veié retallada la seva diferència respecte al gran favorit per a la victòria final, l'australià Cadel Evans. Al km 15 Evans ja treia 36" a Schleck, mentre que al km 27,5 ja era el virtual líder de la cursa i a la meta finalment li treia 2' 31". La resta de classificacions no patiren cap mena de canvi.

## Esprints
- Esprint final de Grenoble (km 42,5)

| Primer  | Tony Martin            | 20 pts |
| Segon   | Cadel Evans            | 17 pts |
| Tercer  | Alberto Contador       | 15 pts |
| Quart   | Thomas de Gendt        | 13 pts |
| Cinquè  | Richie Porte           | 11 pts |
| Sisè    | Jean-Christophe Péraud | 10 pts |
| Setè    | Samuel Sánchez         | 9 pts  |
| Vuitè   | Fabian Cancellara      | 8 pts  |
| Novè    | Peter Velits           | 7 pts  |
| Desè    | Rein Taaramäe          | 6 pts  |
| Onzè    | Tom Danielson          | 5 pts  |
| Dotzè   | Edvald Boasson Hagen   | 4 pts  |
| Tretzè  | Thomas Voeckler        | 3 pts  |
| Catorzè | Maxime Monfort         | 2 pts  |
| Quinzè  | Kristjan Koren         | 1 pt   |

## Classificació de l'etapa
|    | Ciclista               | Equip              | Temps     |
| -- | ---------------------- | ------------------ | --------- |
| 1  | Tony Martin            | Team HTC-High Road | 55' 33"   |
| 2  | Cadel Evans            | BMC Racing Team    | + 07"     |
| 3  | Alberto Contador       | Saxo Bank-Sungard  | + 1' 06"  |
| 4  | Thomas de Gendt        | Vacansoleil-DCM    | + 01' 29" |
| 5  | Richie Porte           | Saxo Bank-Sungard  | + 01' 30" |
| 6  | Jean-Christophe Péraud | AG2R La Mondiale   | + 01' 33" |
| 7  | Samuel Sánchez         | Euskaltel–Euskadi  | + 01' 37" |
| 8  | Fabian Cancellara      | Team Leopard-Trek  | + 01' 42" |
| 9  | Peter Velits           | Team HTC-High Road | + 02' 03" |
| 10 | Rein Taaramäe          | Cofidis            | + 02' 03" |

## Classificació general
|    | Ciclista               | Equip               | Temps       |
| -- | ---------------------- | ------------------- | ----------- |
| 1  | Cadel Evans            | BMC Racing Team     | 83h 45' 20" |
| 2  | Andy Schleck           | Team Leopard-Trek   | + 1' 34"    |
| 3  | Frank Schleck          | Team Leopard-Trek   | + 2' 30     |
| 4  | Thomas Voeckler        | Team Europcar       | + 3' 20"    |
| 5  | Alberto Contador       | Saxo Bank-Sungard   | + 3' 57"    |
| 6  | Samuel Sánchez         | Euskaltel–Euskadi   | + 4' 55"    |
| 7  | Damiano Cunego         | Lampre-ISD          | + 6' 05"    |
| 8  | Ivan Basso             | Liquigas-Cannondale | + 7' 23"    |
| 9  | Tom Danielson          | Garmin-Cervélo      | + 8' 15"    |
| 10 | Jean-Christophe Péraud | AG2R La Mondiale    | + 10' 11"   |

|    | Ciclista           | Equip              | Total   |
| -- | ------------------ | ------------------ | ------- |
| 1r | Mark Cavendish     | Team HTC-High Road | 280 pts |
| 2n | José Joaquín Rojas | Movistar Team      | 265 pts |
| 3r | Philippe Gilbert   | Omega Pharma-Lotto | 230 pts |

|    | Ciclista        | Equip              | Total   |
| -- | --------------- | ------------------ | ------- |
| 1r | Samuel Sánchez  | Euskaltel–Euskadi  | 108 pts |
| 2n | Andy Schleck    | Team Leopard-Trek  | 98 pts  |
| 3r | Jelle Vanendert | Omega Pharma-Lotto | 74 pts  |

|    | Ciclista       | Equip         | Temps       | Temps |
| -- | -------------- | ------------- | ----------- | ----- |
| 1r | Pierre Rolland | Team Europcar | 83h 56' 03" |       |
| 2n | Rein Taaramae  | Cofidis       | + 46"       |       |
| 3r | Jérôme Coppel  | Saur-Sojasun  | + 7' 53"    |       |

|    | Equip             | Temps        | Temps |
| -- | ----------------- | ------------ | ----- |
| 1r | Garmin-Cervélo    | 250h 57' 43" |       |
| 2n | Team Leopard-Trek | + 11' 02"    |       |
| 3r | AG2R La Mondiale  | + 11' 20"    |       |

## Abandonaments
No es produé cap abandonament durant la disputa de l'etapa.